# Yéo Martial
Yéo Martial est un entraîneur de football de nationalité ivoirienne. Il est président depuis 1997 de l'EFYM, club évoluant en MTN Ligue 2.

## Biographie
Yéo Martial est successivement entraîneur de l'Africa Sports National, directeur technique national et sélectionneur de l'équipe nationale ivoirienne.
Il dirige la sélection ivoirienne lors des Coupe d'Afriques des nations de 1988 et 1992, et également lors de la Coupe des confédérations 1992. La Côte d'Ivoire remporte la Coupe d'Afrique des nations 1992 organisée au Sénégal. 